# ريتا هيوارث والخلاص من شوشانك
ريتا هيوارث والخلاص من شوشانك (بالإنجليزية: Rita Hayworth and Shawshank Redemption)‏ هي رواية قصيرة من كتابة ستيفن كينغ، تم نشرها بأغسطس سنة 1982 ضمن مجموعة (فصول مختلفة). وقد تم إنتاج فيلم حول الرواية تحت اسم الخلاص من شاوشانك بحيث حقق نجاحا وترشح لسبع جوائز أوسكار.